# Spoorlijn Hannover - Celle
De Spoorlijn Hannover - Celle is een Duitse spoorlijn in Nedersaksen en als lijn 1710 onder beheer van DB Netze.

## Geschiedenis
Het traject van Hannover over Langenhagen aan de Heidebahn naar Celle werd door de Deutsche Reichsbahn (DR) gebouwd en op 15 mei 1938 geopend. Het traject werd ook wel Hasenbahn genoemd. Het traject werd oorspronkelijk enkelsporig aangelegd. Het tweede spoor werd op 2 november 1964 geopend.

## Treindiensten
De Deutsche Bahn verzorgt het personenvervoer op dit traject met ICE- en IC-treinen, metronom verzorgt het vervoer met RE treinen.
| Serie  | Treinsoort                        | Route | Bijzonderheden |
| ------ | --------------------------------- | --- | --- |
| ICE 4  | InterCityExpress (DB Fernverkehr) | Hamburg Hbf – Hannover Hbf – Frankfurt (Main) Hbf – Darmstadt Hbf | |
| ICE 20 | InterCityExpress (DB Fernverkehr) | [ Kiel Hbf – Neumünster ] / [ Hamburg-Altona ] – Hamburg Dammtor – Hamburg Hbf – Lüneburg – Uelzen – Hannover Hbf – Göttingen – Kassel-Wilhelmshöhe – Fulda – Hanau Hbf – Frankfurt (Main) Hbf – [ Frankfurt (Main) Flughafen Fernbahnhof – Mainz Hbf – Wiesbaden Hbf ] / [ Mannheim Hbf – Karlsruhe Hbf – Baden-Baden – Freiburg (Breisgau) Hbf – Basel Bad Bf – Basel SBB – Zürich Hbf ] | Rijdt elke twee uur. |
| ICE 22 | InterCityExpress (DB Fernverkehr) | [ [ Kiel Hbf – Neumünster ] / [ Hamburg-Altona ] – Hamburg Dammtor – Hamburg Hbf ] / [ Oldenburg (Oldb) Hbf – Bremen Hbf ] – Hannover Hbf – Kassel-Wilhelmshöhe – Frankfurt (Main) Hbf – Frankfurt (Main) Flughafen Fernbahnhof – Mannheim Hbf – Stuttgart Hbf | Rijdt elke twee uur. Één trein per dag van/naar Oldenburg. |
| ICE 25 | InterCityExpress (DB Fernverkehr) | [ [ Kiel Hbf – Neumünster ] / [ Hamburg-Altona ] – Hamburg Dammtor – Hamburg Hbf – ] / [ Oldenburg (Oldb) Hbf – Bremen Hbf – ] Hannover Hbf – Göttingen – Kassel-Wilhelmshöhe – Fulda – Würzburg Hbf – [ Nürnberg Hbf – ] / [ Treuchtlingen – Donauwörth – Augsburg Hbf – München-Pasing ] / [ Ingolstadt Hbf ] – München Hbf – Tutzing – Murnau – Oberau – Garmisch-Partenkirchen | Rijdt elk uur tussen Hamburg en München. Elke twee uur een vleugeltrein naar/van Oldenburg. Enkele treinen via Augsburg. Één trein per dag door naar Garmisch-Partenkirchen. |
| ICE 91 | InterCityExpress (DB Fernverkehr) | [ Hamburg-Altona – Hamburg Dammtor – Hamburg Hbf – Hamburg-Harburg – Hannover Hbf – Kassel-Wilhelmshöhe – Fulda ] / [ [ Hamburg Hbf – Hamburg-Harburg – Bremen Hbf – Osnabrück Hbf – Münster (Westf) Hbf – Dortmund Hbf – Hagen Hbf – Wuppertal Hbf – Solingen Hbf ] / [ Dortmund Hbf – Bochum Hbf – Essen Hbf – Duisburg Hbf – Düsseldorf Hbf ] – Köln Hbf – Bonn Hbf – Koblenz Hbf – Mainz Hbf – Frankfurt (Main) Flughafen Fernbahnhof – Frankfurt (Main) Hbf – Hanau Hbf ] – Würzburg Hbf – Nürnberg Hbf – Regensburg Hbf – Plattling – Passau Hbf – Wels Hbf – Linz Hbf – St. Pölten Hbf – Wien Meidling – Wien Hbf – Flughafen Wien-Schwechat                                | Rijdt elke twee uur tussen Frankfurt en Wenen. Enkele treinen vanaf Hamburg via Dortmund. Één trein vanaf Hamburg via Hannover.                                              |
| IC 26  | Intercity (DB Fernverkehr)        | [ [ Westerland (Sylt) – Husum ] / [ Hamburg-Altona ] – Hamburg Dammtor ] / [ Ostseebad Binz – Stralsund Hbf – Rostock Hbf – Bützow – Bad Kleinen – Schwerin Hbf ] – Hamburg Hbf – Hamburg-Harburg – Lüneburg – Uelzen – Celle – Hannover Hbf – Göttingen – Kassel-Wilhelmshöhe – [ Marburg (Lahn) – Gießen – Frankfurt (Main) Hbf – Darmstadt Hbf – Bensheim – Weinheim (Bergstraße) – Heidelberg Hbf – Bruchsal – Karlsruhe Hbf ] / [ Fulda – Würzburg Hbf – Ansbach – Augsburg Hbf – [ Buchloe – Kempten (Allgäu) Hbf – Immenstadt – Oberstdorf ] / [ München Ost – Rosenheim – [ Prien a Chiemsee – Traunstein – Freilassing – Berchtesgaden ] / [ Kufstein – Innsbruck Hbf ] ] | Enkele treinen vanaf Binz en Westerland, enkele treinen vanaf Kassel richting Augsburg.                                                                                      |
| RE 2   | Regional-Express (metronom)       | Uelzen – Celle – Hannover Hbf – Nordstemmen – Elze (Han) – Alfeld (Leine) – Kreiensen – Northeim (Han) – Göttingen | |

## Aansluitingen
In de volgende plaatsen is of was er een aansluiting op de volgende spoorlijnen:
Hannover Hbf
DB 1700, spoorlijn tussen Hannover en Hamm
DB 1701, spoorlijn tussen Hannover en Seelze Rangierbahnhof
DB 1705, spoorlijn tussen Hannover en Seelze
DB 1730, spoorlijn tussen Hannover en Braunschweig
DB 1733, spoorlijn tussen Hannover en Würzburg
DB 1734, spoorlijn tussen Hannover en Lehrte
DB 1760, spoorlijn tussen Hannover en Soest
Hannover-Hainholz
DB 1700, spoorlijn tussen Hannover en Hamm
Hannover-Vinnhorst
DB 1711, spoorlijn tussen Hannover en Bremervörde
Langenhagen Mitte
DB 1711, spoorlijn tussen Hannover en Bremervörde
Langenhagen Pferdemarkt
DB 1711, spoorlijn tussen Hannover en Bremervörde
Celle
DB 1720, spoorlijn tussen Lehrte en Cuxhaven
DB 1721, spoorlijn tussen Celle en Wahnebergen
DB 1722, spoorlijn tussen Celle en Braunschweig
DB 1724, spoorlijn tussen Gifhorn Stadt en Celle
DB 9170, spoorlijn tussen Celle en Soltau
DB 9173, spoorlijn tussen Celle en Wittingen

## Elektrificatie
Het traject werd in 1965 geëlektrificeerd met een wisselspanning van 15.000 volt 16⅔ Hz.